# Dialecte caipira
Le caipira (prononciation caipira: /kaj'pi.ɹɐ/; portugais brésilien: /kaj'piɾɐ/), est une variante dialectale du peuple caipira, originaire de l'État de São Paulo. Outre São Paulo, il est principalement parlé dans les États brésiliens du Paraná, Mato Grosso do Sul, Goiás, Mato Grosso et Minas Gerais.
Les zones où le dialecte caipira s'est établi sont traitées par les anthropologues et les historiens comme une seule région culturelle, la Paulistanie.